# Großdorfhain
Großdorfhain ist ein Ortsteil der sächsischen Gemeinde Dorfhain im Landkreis Sächsische Schweiz-Osterzgebirge.

## Geografie und Geschichte
Der Ort liegt am Rande des Tharandter Waldes. Die Bebauungen von Großdorfhain und die der anderen beiden Dorfhainer Ortsteile Kleindorfhain und Mitteldorfhain gehen nahtlos ineinander über. Die Nachbarorte von Großdorfhain sind:
- Kleindorfhain im Nordwesten
- Mitteldorfhain im Norden
- Höckendorf im Osten und Südosten
- Klingenberg im Südwesten
- Obercunnersdorf im Süden

Das Waldhufendorf war ein Ortsteil von Mitteldorfhain, das wahrscheinlich dem heutigen Dorfhain entspricht. 1550 wohnten hier 19 besessene Mann und 41 Inwohner auf 18 Hufen.